# Membre du Parlement provincial (Canada)
Pour les articles homonymes, voir Titre du membre d’une législature territoriale.
Membre du Parlement provincial (MPP ou M.P.P.) est la façon de désigner les députés élus au Parlement du Bas-Canada et plus tard au Parlement du Canada-Uni. Le terme et son sigle sont usités dans la littérature québécoise du XIXe siècle. Le terme fut aussi utiliser pour désigner les députés élus à l'Assemblée législative du Quebec entre 1955 et 1968.
Il s'agit d'un calque de l'anglais Member of Provincial Parliament. Cette dernière formulation en anglais est aussi utilisé pour désigner les députés élus à l'Assemblée législative de l'Ontario depuis 1938.

## Utilisation au XXe siècle
Après la confédération du Canada, les députés provinciaux élus en Ontario et au Québec n'avaient pas de désignation fixe. Au Québec, les députés était désignés informellement comme « membre de l'Assemblée législative ». Les membres de l'Assemblée législative de l'Ontario utilisait quant-à-eux les titres Member of the Legislative Assembly (MLA) et Members of Provincial Parliament (MPP) de façon interchangeable. La désignation "Member of Provincial Parliament" et l'acronyme "MPP" ont finalement été officiellement adoptés par l'Assemblée législative de l'Ontario le 7 avril 1938.
Au Québec, un projet de loi visant à adopter le titre « membre du Parlement provincial » et l'acronyme « M.P.P. » a été sanctionné le 15 décembre 1955. Ce projet de loi fut appuyé par le premier ministre du Québec, Maurice Duplessis, qui a prononcé un discours en sa faveur à l'Assemblée législative. Les raisons qu'il a données pour ce changement sont les suivantes :
1. L'acronyme français de « membre de l'Assemblée législative » (M.A.L.) peut être prononcé comme « mal », « ce qui ne convient pas à la situation ».
2. L'assemblée législative du Québec a tous les attributs fiscaux et constitutionnels pour être considérée comme un "Parlement", et la nouvelle désignation refléterait mieux cela.
3. La nouvelle désignation serait un retour à la désignation d'origine utilisée avant la Confédération.
4. L'acronyme « M.P.P.» est le même en français et en anglais[3].

La désignation a de nouveau été modifiée en 1968 lors de la création de l'Assemblée nationale du Québec. Les députés élus fut alors désignés comme « membre du Parlement du Québec » (M.P.Q) de 1968 à 1971, puis « membre de l'Assemblée nationale » (M.A.N.) de 1971 à 1982. Le titre anglophone « Member of the National Assembly » est utilisé encore aujourd'hui pour désigner les députés élus à l'Assemblée nationale du Québec, mais ce titre a été supprimée en français et les députés élus sont désormais désignés simplement par le mot "député".